# Boris Vassilievich Skvortsov
Pour les articles homonymes, voir Skvortsov.
Boris Vassilievich Skvortsov (Skvortzov ou Skvortzkov ou Skvortsow translittéré du cyrillique russe Борис Васильевич Скворцов), né le 27 janvier 1896 à Varsovie (Pologne) et décédé le 25 juin 1980 à São Paulo, au Brésil, est un botaniste, phycologue et explorateur russe,,,,.

## Biographie

### Débuts en Russie et en Chine
Il a fait de vastes expéditions botaniques à l'intérieur de la Mandchourie et dans d'autres régions reculées de la partie extrême orientale de la Russie. Bien que Skvortsov ait vécu la plus grande partie de sa vie à Harbin, dans le nord-est de la Chine (né à Varsovie en 1896, il n'a déménagé à Harbin qu'en 1902), il s'est rendu à Saint-Pétersbourg au cours des années 1914-1917 pour suivre une formation de diatomologiste (auprès de R.W. Kolbe et S. Wislouch). À l'exception d'un certain temps passé à collecter du matériel et à apprendre l'anglais à Fuzhou, Fujian, Chine (1918-1919), il est resté à Harbin jusqu'en 1962.

### Au Brésil
En 1962, il quitte la Chine pour le Brésil, où il passa ses dernières années, travaillant et publiant principalement sur les flagellés. Entre les années 1960 et 1970, il a travaillé à l'Institut botanique de São Paulo, période pendant laquelle il a réalisé une grande collection de matériel dans le parc d'État des fontaines d'Ipiranga et ses environs et très peu ou rien en dehors de cette zone. 

### Ses travaux
B. Skvortsov étudia notamment, de façon approfondie, des échantillons du lac Baïkal (Russie) et lac Kizaki (Japon).
Son travail de phycologue a été extrêmement productif, avec plus d'un millier d'espèces décrites. Il a eu la chance d'avoir accès à du matériel provenant de nombreux domaines qui n'avaient jamais été étudiés auparavant, mais presque aucun matériel d'étude n'est actuellement disponible, et très peu a été introduit dans des herbiers,.

## Quelques publications

### Livres
- (es) Skvortzov, B.V. (1922). La fauna & flora de Manchuria y del lejano este de Rusia. Ed. Kharbin lire en ligne

### Articles
- (en)[PDF] Skvortzov, B.V. (1967). Notes on the Flagellata of Hongkong. The Gardens' Bulletin Singapore 22: 187-191, lire en ligne
- (en)[PDF] Skvortzov, B.V. (1968). New genera of primitive green Flagellata from Hongkong and Sao Paulo, Brazil. The Gardens' Bulletin Singapore 22: 455-459, lire en ligne
- (en)[PDF] Skvortzov, B.V. (1968). On some species of Euglena Ehr. from Singapore. The Gardens' Bulletin Singapore 22: 447-450, lire en ligne
- (en)[PDF] Skvortzov, B.V. (1968). On a new species of the genus Collodictyon Carter, a colourless flagellata new to the Hongkong flora. The Gardens' Bulletin Singapore 22: 451-454, lire en ligne

## Espèces éponymes
De nombreuses espèces portent le nom de Skvortsov. Or certaines ont été nommées en l'honneur d'un homonyme de Boris Skvortsov, autre botaniste russe Alexeï Skvortsov, de sorte qu'il est difficile de faire la part entre les espèces qui reviennent à l'un ou l'autre des deux naturalistes. La liste qui suit est donc donnée sous toutes réserves, en particulier pour la liste des Plantae :
- Plantae :
  - Araliaceae : Macropanax skvortsovii Ha, 1984
  - Campanulaceae : Legousia skvortsovii Proskur., 1980
  - Onagraceae : Circaea ×skvortsovii Boufford, 1983
  - Poaceae : 
    - Festuca skvortsovii E.B.Alexeev, 1980
    - Merostachys skvortzovii Send., 1995

  - Potamogetonaceae : Potamogeton skvortsovii Klinkova, 1993
  - Salicaceae : Salix skvortsovii Sennikov, 2006
- Champignons :
  - Agaricomycetes : Skvortzovia (en) Bourr., 1968
- Algues
  - Charophyta : Spirogyra skvortzowii Willi Krieg., 1944
  - Diatomées
    - Diploneis skvortzovii Skab., 1936
    - Gyrosigma skvortzovii G.Reid, 2008
    - Naviculaceae : Geissleria skvortzowii Kulikovskiy, Metzeltin & Lange-Bert., 2012
    - Surirella skvortzowii K.I.Mey., 1930
- Autres organismes microscopiques :
  - Dinoflagellées : Gymnodinium skvortzovii J.Schiller, 1933
  - Choanoflagellé : Monosiga skvortzovii D.C.Bicudo, 1983

## Abréviation et journaux
L'abréviation « Skvortsov » est utilisée pour désigner Boris Skvortsov en tant qu'autorité en matière de description scientifique et de classification des plantes.
Skvortsov a publié ses identifications et classifications de nouvelles espèces dans : 
- Lingnan Science Journal. Canton Guangzhou ;
- Flora of China - Family List ;
- Flora Liaoningica Liaoning ;
- Fl. Plant. Herb. Chinae bor (Flora Plantarum Herbacearum Chinae Boreali-Orientalis) Beijing ;
- Clavis Pl. Chinae Bor ;
- Ligneous Fl. Heilongjiang (Chine).